# Pegomya haemorrhoum
Pegomya haemorrhoum är en tvåvingeart som först beskrevs av Zetterstedt 1838.  Pegomya haemorrhoum ingår i släktet Pegomya och familjen blomsterflugor. Arten är reproducerande i Sverige. Inga underarter finns listade i Catalogue of Life.